# Kittredge
Kittredge è un centro abitato (census-designated place) degli Stati Uniti d'America, situato nella contea di Jefferson dello Stato del Colorado. Nel censimento del 2000 la popolazione era di 954 abitanti.

## Geografia fisica
Secondo i rilevamenti dell'United States Census Bureau, Kittredge si estende su una superficie di 5,0 km².